# Elona
Elona (en griego, Ηλώνη) es el nombre de una antigua ciudad griega de Tesalia, que fue mencionada por Homero en el catálogo de las naves de la Ilíada.
Estrabón la ubica en el distrito de Perrebia, junto a Oloosón y Gono, y añade que la población cambió de nombre y pasó a llamarse Limona (Λειμώνη) que en su época se encontraba en ruinas. La sitúa al pie del monte Olimpo, no lejos del río Europo.
Se ha supuesto que Elona se hallaba en el lugar donde está el yacimiento de Kastri, en la localidad llamada antes Karatsoli, y que actualmente recibe el nombre de Argiropuli.